# Copa Libertadores 2013
Die Copa Libertadores 2013, aufgrund des Sponsorings auch Copa Bridgestone Libertadores, war die 54. Ausspielung des wichtigsten südamerikanischen Fußballwettbewerbs für Vereinsmannschaften. In dieser Saison nahmen insgesamt 38 Mannschaften teil, 35 aus den 10 Mitgliedsverbänden der CONMEBOL, darunter Titelverteidiger SC Corinthians aus Brasilien und der Sieger der Copa Sudamericana 2012 FC São Paulo aus Brasilien sowie 3 aus Mexiko. Das Turnier begann am 23. Januar mit der Qualifikationsrunde und endete am 24. Juli 2013 mit dem Finalrückspiel.

## Teilnehmende Mannschaften
Die folgenden Mannschaften nahmen an der Copa Libertadores 2013 teil. Da der Corinthians als Titelverteidiger automatisch qualifiziert war, durfte Brasilien sechs statt der üblichen fünf Teilnehmer zum Turnier entsenden, wobei zwei in die Qualifikation mussten. Mexiko, das eigentlich der CONCACAF angehört, sandte nach Einladung drei Mannschaften zum Turnier, von denen eine in die Qualifikation musste. Die Mannschaften, die in die Qualifikation für die Hauptrunde gehen mussten, sind in der Tabelle mit einem (Q) gekennzeichnet.
| Land                            | Verein                           | Qualifikationsgrund                                                            |
| ------------------------------- | -------------------------------- | ------------------------------------------------------------------------------ |
| Argentinien 5 Startplätze       | Arsenal de Sarandí               | Meister der Clausura 2012                                                      |
| Argentinien 5 Startplätze       | CA Vélez Sársfield               | Torneo Inicial Gewinner 2012                                                   |
| Argentinien 5 Startplätze       | Newell’s Old Boys                | Erster in der kombinierten Tabelle der zwei letzten Spielzeiten (ohne Meister) |
| Argentinien 5 Startplätze       | Boca Juniors                     | Zweiter in der kombinierten Tabelle (ohne Meister)                             |
| Argentinien 5 Startplätze       | CA Tigre (Q)                     | Beste Teilnahme an der Copa Sudamericana 2012                                  |
| Bolivien 3 Startplätze          | Club The Strongest               | Meister Clausura und Meister Apertura und Meister der Adecuación 2012          |
| Bolivien 3 Startplätze          | Club San José                    | Zweiter der Meisterschaften 2012                                               |
| Bolivien 3 Startplätze          | Club Bolívar (Q)                 | Dritter 2012                                                                   |
| Brasilien 5 + 1 Startplätze     | SC Corinthians                   | Titelverteidiger                                                               |
| Brasilien 5 + 1 Startplätze     | SE Palmeiras                     | Pokalsieger 2012                                                               |
| Brasilien 5 + 1 Startplätze     | Fluminense FC                    | Meister 2012                                                                   |
| Brasilien 5 + 1 Startplätze     | Atlético Mineiro                 | Zweiter 2012                                                                   |
| Brasilien 5 + 1 Startplätze     | Grêmio FBPA (Q)                  | Dritter 2012                                                                   |
| Brasilien 5 + 1 Startplätze     | FC São Paulo (Q)                 | Vierter 2012 und Sieger der Copa Sudamericana 2012                             |
| Chile 3 Startplätze             | CF Universidad de Chile          | Meister der Apertura 2012                                                      |
| Chile 3 Startplätze             | CD Huachipato                    | Meister der Clausura 2012                                                      |
| Chile 3 Startplätze             | Deportes Iquique (Q)             | Erster in Runde 1 der Primera División (ohne Meister)                          |
| Ecuador 3 Startplätze           | Barcelona Sporting Club          | Meister 2012                                                                   |
| Ecuador 3 Startplätze           | CS Emelec                        | Zweiter 2012                                                                   |
| Ecuador 3 Startplätze           | LDU Quito (Q)                    | Dritter 2012                                                                   |
| Kolumbien 3 Startplätze         | Independiente Santa Fe           | Meister der Apertura 2012                                                      |
| Kolumbien 3 Startplätze         | Millonarios FC                   | Meister der Finalización 2012                                                  |
| Kolumbien 3 Startplätze         | Deportes Tolima (Q)              | Erster in der Gesamttabelle 2012 (ohne Meister)                                |
| Mexiko (CONCACAF) 3 Startplätze | Deportivo Toluca                 | Punktbestes Team der Apertura 2012                                             |
| Mexiko (CONCACAF) 3 Startplätze | Club Tijuana                     | Zweitplatzierter der Apertura 2012                                             |
| Mexiko (CONCACAF) 3 Startplätze | Club León (Q)                    | Drittplatzierter der Apertura 2012                                             |
| Paraguay 3 Startplätze          | Club Libertad                    | Meister der Clausura 2012                                                      |
| Paraguay 3 Startplätze          | Club Cerro Porteño               | Zweiter der Apertura 2012                                                      |
| Paraguay 3 Startplätze          | Club Olimpia (Q)                 | Erster in der Gesamttabelle (ohne Meister)                                     |
| Peru 3 Startplätze              | Sporting Cristal                 | Meister 2012                                                                   |
| Peru 3 Startplätze              | Real Garcilaso                   | Zweiter 2012                                                                   |
| Peru 3 Startplätze              | CD Universidad César Vallejo (Q) | Dritter 2012                                                                   |
| Uruguay 3 Startplätze           | Nacional Montevideo              | Meister 2012                                                                   |
| Uruguay 3 Startplätze           | Club Atlético Peñarol            | Zweiter 2012                                                                   |
| Uruguay 3 Startplätze           | Defensor Sporting (Q)            | Bestplatzierter Nichtfinalist                                                  |
| Venezuela 3 Startplätze         | Deportivo Lara                   | Meister Apertura 2012                                                          |
| Venezuela 3 Startplätze         | FC Caracas                       | Meister Clausura 2012                                                          |
| Venezuela 3 Startplätze         | Deportivo Anzoátegui (Q)         | Dritter der Gesamttabelle 2012 (ohne Meister)                                  |

1. ↑  Die 3 erstplatzierten Teams sind für die CONCACAF Champions League 2012/13 qualifiziert und somit nicht für die Copa Libertadores 2013 spielberechtigt.

## Modus
Bei Punktgleichheit in der Gruppenphase war die Tordifferenz für das Weiterkommen maßgebend, dann die Anzahl der erzielten Tore, danach die der auswärts erzielten Treffer. Sind auch diese gleich, entschied das Los. In den K.-o.-Runden galt bei Punkt- und Torgleichheit ebenfalls die Auswärtstorregel. Ist deren Anzahl gleich folgte ohne Verlängerung sofort ein Elfmeterschießen. Lediglich im Finale gab es bei unentschiedenem Spielstand nach 90 Minuten vor dem Elfmeterschießen noch eine Verlängerung.

## Qualifikation
Die Hinspiele fanden am 23. Januar, die Rückspiele am 30. Januar 2013 statt. Das erstgenannte Team hatte im Hinspiel Heimrecht, das zweite im Rückspiel.
|                   | Gesamt          |                              | Hinspiel | Rückspiel |
| ----------------- | --------------- | ---------------------------- | -------- | --------- |
| CA Tigre          | 5:1             | Deportivo Anzoátegui         | 2:1      | 3:0       |
| Club León         | 2:2 (2:4 i. E.) | Deportes Iquique             | 1:1      | 1:1       |
| LDU Quito         | 1:1 (4:5 i. E.) | Grêmio FBPA                  | 1:0      | 0:1       |
| FC São Paulo      | 8:4             | Club Bolívar                 | 5:0      | 3:4       |
| Defensor Sporting | 0:2             | Club Olimpia                 | 0:0      | 0:2       |
| Deportes Tolima   | 2:1             | CD Universidad César Vallejo | 1:0      | 1:1       |

## Gruppenphase

### Gruppe 1
| Pl. | Verein                  | Sp. | S | U | N | Tore    | Diff. | Punkte |
| --- | ----------------------- | --- | - | - | - | ------- | ----- | ------ |
| 1.  | Nacional Montevideo     | 6   | 3 | 1 | 2 | 010:600 | +4    | 10     |
| 2.  | Boca Juniors            | 6   | 3 | 0 | 3 | 007:700 | ±0    | 09     |
| 3.  | Deportivo Toluca        | 6   | 2 | 2 | 2 | 008:110 | −3    | 08     |
| 4.  | Barcelona Sporting Club | 6   | 1 | 3 | 2 | 005:600 | −1    | 06     |

| 12. Februar 2013        |     |                                                          |
| Nacional Montevideo     | 2:2 | Barcelona Sporting Club \|Estadio Gran Parque Central    |
| 13. Februar 2013        |     |                                                          |
| Boca Juniors            | 1:2 | Deportivo Toluca \|La Bombonera                          |
| 19. Februar 2013        |     |                                                          |
| Deportivo Toluca        | 2:3 | Nacional Montevideo \|Estadio Nemesio Díez               |
| 27. Februar 2013        |     |                                                          |
| Barcelona Sporting Club | 1:2 | Boca Juniors \|Estadio Monumental Banco Pichincha        |
| 6. März 2013            |     |                                                          |
| Deportivo Toluca        | 1:1 | Barcelona Sporting Club \|Estadio Nemesio Díez           |
| 7. März 2013            |     |                                                          |
| Boca Juniors            | 0:1 | Nacional Montevideo \|La Bombonera                       |
| 13. März 2013           |     |                                                          |
| Barcelona Sporting Club | 0:0 | Deportivo Toluca \|Estadio Monumental Banco Pichincha    |
| 14. März 2013           |     |                                                          |
| Nacional Montevideo     | 0:1 | Boca Juniors \|Estadio Gran Parque Central               |
| 3. April 2013           |     |                                                          |
| Boca Juniors            | 1:0 | Barcelona Sporting Club \|La Bombonera                   |
| 4. April 2013           |     |                                                          |
| Nacional Montevideo     | 4:0 | Deportivo Toluca \|Estadio Gran Parque Central           |
| 17. April 2013          |     |                                                          |
| Barcelona Sporting Club | 1:0 | Nacional Montevideo \|Estadio Monumental Banco Pichincha |
| Deportivo Toluca        | 3:2 | Boca Juniors \|Estadio Nemesio Díez                      |

### Gruppe 2
| Pl. | Verein           | Sp. | S | U | N | Tore    | Diff. | Punkte |
| --- | ---------------- | --- | - | - | - | ------- | ----- | ------ |
| 1.  | SE Palmeiras     | 6   | 3 | 0 | 3 | 005:500 | ±0    | 09     |
| 2.  | CA Tigre         | 6   | 3 | 0 | 3 | 009:100 | −1    | 09     |
| 3.  | Club Libertad    | 6   | 2 | 2 | 2 | 010:900 | +1    | 08     |
| 4.  | Sporting Cristal | 6   | 2 | 2 | 2 | 008:800 | ±0    | 08     |

| 14. Februar 2013 |     |                                               |
| SE Palmeiras     | 2:1 | Sporting Cristal \|Estádio do Pacaembu        |
| 21. Februar 2013 |     |                                               |
| CA Tigre         | 0:2 | Club Libertad \|Estadio José Dellagiovanna    |
| 28. Februar 2013 |     |                                               |
| Sporting Cristal | 2:0 | CA Tigre \|Estadio San Martín de Porres       |
| Club Libertad    | 2:0 | SE Palmeiras \|Estadio Dr. Nicolás Leoz       |
| 6. März 2013     |     |                                               |
| Club Libertad    | 2:2 | Sporting Cristal \|Estadio Dr. Nicolás Leoz   |
| CA Tigre         | 1:0 | SE Palmeiras \|Estadio José Dellagiovanna     |
| 12. März 2013    |     |                                               |
| Sporting Cristal | 1:1 | Club Libertad \|Estadio San Martín de Porres  |
| 2. April 2013    |     |                                               |
| SE Palmeiras     | 2:0 | CA Tigre \|Estádio do Pacaembu                |
| 9. April 2013    |     |                                               |
| CA Tigre         | 3:1 | Sporting Cristal \|Estadio José Dellagiovanna |
| 11. April 2013   |     |                                               |
| SE Palmeiras     | 1:0 | Club Libertad \|Estádio do Pacaembu           |
| 18. April 2013   |     |                                               |
| Club Libertad    | 3:5 | CA Tigre \|Estadio Dr. Nicolás Leoz           |
| Sporting Cristal | 1:0 | SE Palmeiras \|Estadio San Martín de Porres   |

### Gruppe 3
| Pl. | Verein             | Sp. | S | U | N | Tore    | Diff. | Punkte |
| --- | ------------------ | --- | - | - | - | ------- | ----- | ------ |
| 1.  | Atlético Mineiro   | 6   | 5 | 0 | 1 | 016:900 | +7    | 15     |
| 2.  | FC São Paulo       | 6   | 2 | 1 | 3 | 008:800 | ±0    | 07     |
| 3.  | Arsenal de Sarandí | 6   | 2 | 1 | 3 | 010:150 | −5    | 07     |
| 4.  | Club The Strongest | 6   | 2 | 0 | 4 | 008:100 | −2    | 06     |

| 13. Februar 2013   |     |                                                |
| Atlético Mineiro   | 2:1 | FC São Paulo \|Estádio Independência           |
| 14. Februar 2013   |     |                                                |
| Club The Strongest | 2:1 | Arsenal de Sarandí \|Estadio Hernando Siles    |
| 26. Februar 2013   |     |                                                |
| Arsenal de Sarandí | 2:5 | Atlético Mineiro \|Estadio Julio H. Grondona   |
| 28. Februar 2013   |     |                                                |
| FC São Paulo       | 2:1 | Club The Strongest \|Estádio do Morumbi        |
| 7. März 2013       |     |                                                |
| FC São Paulo       | 1:1 | Arsenal de Sarandí \|Estádio do Morumbi        |
| Atlético Mineiro   | 2:1 | Club The Strongest \|Estádio Independência     |
| 13. März 2013      |     |                                                |
| Club The Strongest | 1:2 | Atlético Mineiro \|Estadio Hernando Siles      |
| 14. März 2013      |     |                                                |
| Arsenal de Sarandí | 2:1 | FC São Paulo \|Estadio Julio H. Grondona       |
| 3. April 2013      |     |                                                |
| Atlético Mineiro   | 5:2 | Arsenal de Sarandí \|Estádio Independência     |
| 4. April 2013      |     |                                                |
| Club The Strongest | 2:1 | FC São Paulo \|Estadio Hernando Siles          |
| 17. April 2013     |     |                                                |
| Arsenal de Sarandí | 2:1 | Club The Strongest \|Estadio Julio H. Grondona |
| FC São Paulo       | 2:0 | Atlético Mineiro \|Estádio do Morumbi          |

### Gruppe 4
| Pl. | Verein                | Sp. | S | U | N | Tore    | Diff. | Punkte |
| --- | --------------------- | --- | - | - | - | ------- | ----- | ------ |
| 1.  | CA Vélez Sársfield    | 6   | 4 | 1 | 1 | 010:300 | +7    | 13     |
| 2.  | CS Emelec             | 6   | 3 | 1 | 2 | 005:400 | +1    | 10     |
| 3.  | Club Atlético Peñarol | 6   | 3 | 0 | 3 | 007:700 | ±0    | 09     |
| 4.  | Deportes Iquique      | 6   | 1 | 0 | 5 | 005:130 | −8    | 03     |

| 13. Februar 2013      |     |                                                     |
| CS Emelec             | 1:0 | CA Vélez Sársfield \|Estadio George Capwell         |
| 14. Februar 2013      |     |                                                     |
| Deportes Iquique      | 1:2 | Club Atlético Peñarol \|Estadio Tierra de Campeones |
| 19. Februar 2013      |     |                                                     |
| Club Atlético Peñarol | 1:0 | CS Emelec \|Estadio Centenario                      |
| 20. Februar 2013      |     |                                                     |
| CA Vélez Sársfield    | 3:0 | Deportes Iquique \|Estadio José Amalfitani          |
| 26. Februar 2013      |     |                                                     |
| Club Atlético Peñarol | 0:1 | CA Vélez Sársfield \|Estadio Centenario             |
| 27. Februar 2013      |     |                                                     |
| Deportes Iquique      | 2:0 | CS Emelec \|Estadio Tierra de Campeones             |
| 5. März 2013          |     |                                                     |
| CS Emelec             | 2:1 | Deportes Iquique \|Estadio George Capwell           |
| 12. März 2013         |     |                                                     |
| CA Vélez Sársfield    | 3:1 | Club Atlético Peñarol \|Estadio José Amalfitani     |
| 2. April 2013         |     |                                                     |
| Deportes Iquique      | 1:3 | CA Vélez Sársfield \|Estadio Tierra de Campeones    |
| CS Emelec             | 2:0 | Club Atlético Peñarol \|Estadio George Capwell      |
| 9. April 2013         |     |                                                     |
| Club Atlético Peñarol | 3:0 | Deportes Iquique \|Estadio Centenario               |
| CA Vélez Sársfield    | 0:0 | CS Emelec \|Estadio José Amalfitani                 |

### Gruppe 5
| Pl. | Verein         | Sp. | S | U | N | Tore    | Diff. | Punkte |
| --- | -------------- | --- | - | - | - | ------- | ----- | ------ |
| 1.  | SC Corinthians | 6   | 4 | 1 | 1 | 010:200 | +8    | 13     |
| 2.  | Club Tijuana   | 6   | 4 | 1 | 1 | 008:400 | +4    | 13     |
| 3.  | Club San José  | 6   | 1 | 2 | 3 | 005:110 | −6    | 05     |
| 4.  | Millonarios FC | 6   | 1 | 0 | 5 | 002:800 | −6    | 03     |

| 19. Februar 2013 |     |                                           |
| Millonarios FC   | 0:1 | Club Tijuana \|Estadio Nemesio Camacho    |
| 20. Februar 2013 |     |                                           |
| Club San José    | 1:1 | SC Corinthians \|Estadio Jesús Bermúdez   |
| 26. Februar 2013 |     |                                           |
| Club Tijuana     | 4:0 | Club San José \| Estadio Caliente         |
| 27. Februar 2013 |     |                                           |
| SC Corinthians   | 2:0 | Millonarios FC \| Estádio do Pacaembu     |
| 5. März 2013     |     |                                           |
| Millonarios FC   | 2:1 | Club San José \| Estadio Nemesio Camacho  |
| 6. März 2013     |     |                                           |
| Club Tijuana     | 1:0 | SC Corinthians \| Estadio Caliente        |
| 13. März 2013    |     |                                           |
| SC Corinthians   | 3:0 | Club Tijuana \| Estádio do Pacaembu       |
| 14. März 2013    |     |                                           |
| Club San José    | 2:0 | Millonarios FC \| Estadio Jesús Bermúdez  |
| 3. April 2013    |     |                                           |
| Club San José    | 1:1 | Club Tijuana \| Estadio Jesús Bermúdez    |
| Millonarios FC   | 0:1 | SC Corinthians \| Estadio Nemesio Camacho |
| 10. April 2013   |     |                                           |
| SC Corinthians   | 3:0 | Club San José \| Estádio do Pacaembu      |
| Club Tijuana     | 1:0 | Millonarios FC \| Estadio Caliente        |

### Gruppe 6
| Pl. | Verein                 | Sp. | S | U | N | Tore    | Diff. | Punkte |
| --- | ---------------------- | --- | - | - | - | ------- | ----- | ------ |
| 1.  | Independiente Santa Fe | 6   | 4 | 2 | 0 | 009:400 | +5    | 14     |
| 2.  | Real Garcilaso         | 6   | 3 | 1 | 2 | 008:700 | +1    | 10     |
| 3.  | Deportes Tolima        | 6   | 2 | 2 | 2 | 007:500 | +2    | 08     |
| 4.  | Club Cerro Porteño     | 6   | 0 | 1 | 5 | 003:110 | −8    | 01     |

| 13. Februar 2013       |     |                                                        |
| Real Garcilaso         | 1:1 | Independiente Santa Fe \| Estadio Garcilaso de la Vega |
| 14. Februar 2013       |     |                                                        |
| Deportes Tolima        | 2:1 | Club Cerro Porteño \| Estadio Manuel Murillo Toro      |
| 21. Februar 2013       |     |                                                        |
| Club Cerro Porteño     | 0:1 | Real Garcilaso \| Estadio General Pablo Rojas          |
| Independiente Santa Fe | 1:1 | Deportes Tolima \| Estadio Nemesio Camacho             |
| 26. Februar 2013       |     |                                                        |
| Deportes Tolima        | 0:1 | Real Garcilaso \| Estadio Manuel Murillo Toro          |
| 7. März 2013           |     |                                                        |
| Club Cerro Porteño     | 1:2 | Independiente Santa Fe \| Estadio General Pablo Rojas  |
| 2. April 2013          |     |                                                        |
| Real Garcilaso         | 0:3 | Deportes Tolima \| Estadio Garcilaso de la Vega        |
| Independiente Santa Fe | 1:0 | Club Cerro Porteño \| Estadio Nemesio Camacho          |
| 9. April 2013          |     |                                                        |
| Deportes Tolima        | 1:2 | Independiente Santa Fe \| Estadio Manuel Murillo Toro  |
| 10. April 2013         |     |                                                        |
| Real Garcilaso         | 5:1 | Club Cerro Porteño \| Estadio Garcilaso de la Vega     |
| 16. April 2013         |     |                                                        |
| Club Cerro Porteño     | 0:0 | Deportes Tolima \| Estadio General Pablo Rojas         |
| Independiente Santa Fe | 2:0 | Real Garcilaso \| Estadio Nemesio Camacho              |

### Gruppe 7
| Pl. | Verein                  | Sp. | S | U | N | Tore    | Diff. | Punkte |
| --- | ----------------------- | --- | - | - | - | ------- | ----- | ------ |
| 1.  | Club Olimpia            | 6   | 4 | 1 | 1 | 016:700 | +9    | 13     |
| 2.  | Newell’s Old Boys       | 6   | 3 | 0 | 3 | 011:100 | +1    | 09     |
| 3.  | CF Universidad de Chile | 6   | 3 | 0 | 3 | 007:900 | −2    | 09     |
| 4.  | Deportivo Lara          | 6   | 1 | 1 | 4 | 008:160 | −8    | 04     |

| 12. Februar 2013        |     |                                                                    |
| CF Universidad de Chile | 2:0 | Deportivo Lara \| Estadio Nacional de Chile                        |
| 14. Februar 2013        |     |                                                                    |
| Newell’s Old Boys       | 3:1 | Club Olimpia \| Estadio Marcelo Bielsa                             |
| 19. Februar 2013        |     |                                                                    |
| Club Olimpia            | 3:0 | CF Universidad de Chile \| Estadio Defensores del Chaco            |
| 21. Februar 2013        |     |                                                                    |
| Deportivo Lara          | 2:1 | CA Newell’s Old Boys \| Estadio Metropolitano de Fútbol de Lara    |
| 5. März 2013            |     |                                                                    |
| Club Olimpia            | 2:2 | Deportivo Lara \| Estadio Defensores del Chaco                     |
| Newell’s Old Boys       | 1:2 | CF Universidad de Chile \| Estadio Marcelo Bielsa                  |
| 12. März 2013           |     |                                                                    |
| CF Universidad de Chile | 0:2 | Newell’s Old Boys \| Estadio Nacional de Chile                     |
| 13. März 2013           |     |                                                                    |
| Deportivo Lara          | 1:5 | Club Olimpia \| Estadio Metropolitano de Fútbol de Lara            |
| 4. April 2013           |     |                                                                    |
| Newell’s Old Boys       | 3:1 | Deportivo Lara \| Estadio Marcelo Bielsa                           |
| CF Universidad de Chile | 0:1 | Club Olimpia \| Estadio Nacional de Chile                          |
| 11. April 2013          |     |                                                                    |
| Deportivo Lara          | 2:3 | CF Universidad de Chile \| Estadio Metropolitano de Fútbol de Lara |
| Club Olimpia            | 4:1 | Newell’s Old Boys \| Estadio Defensores del Chaco                  |

### Gruppe 8
| Pl. | Verein        | Sp. | S | U | N | Tore    | Diff. | Punkte |
| --- | ------------- | --- | - | - | - | ------- | ----- | ------ |
| 1.  | Fluminense FC | 6   | 3 | 2 | 1 | 005:500 | ±0    | 11     |
| 2.  | Grêmio FBPA   | 6   | 2 | 2 | 2 | 010:600 | +4    | 08     |
| 3.  | CD Huachipato | 6   | 2 | 2 | 2 | 010:800 | +2    | 08     |
| 4.  | FC Caracas    | 6   | 2 | 0 | 4 | 006:120 | −6    | 06     |

| 13. Februar 2013 |     |                                                                          |
| FC Caracas       | 0:1 | Fluminense FC \| Estadio Olímpico de la Universidad Central de Venezuela |
| 14. Februar 2013 |     |                                                                          |
| Grêmio FBPA      | 1:2 | CD Huachipato \| Arena do Grêmio                                         |
| 20. Februar 2013 |     |                                                                          |
| CD Huachipato    | 1:3 | FC Caracas \| Estadio CAP                                                |
| Fluminense FC    | 0:3 | Grêmio FBPA \| Estádio Olímpico João Havelange                           |
| 27. Februar 2013 |     |                                                                          |
| CD Huachipato    | 1:2 | Fluminense FC \| Estadio CAP                                             |
| 5. März 2013     |     |                                                                          |
| Grêmio FBPA      | 4:1 | FC Caracas \| Arena do Grêmio                                            |
| 6. März 2013     |     |                                                                          |
| Fluminense FC    | 1:1 | CD Huachipato \| Estádio Olímpico João Havelange                         |
| 12. März 2013    |     |                                                                          |
| FC Caracas       | 2:1 | Grêmio FBPA \| Estadio Olímpico de la Universidad Central de Venezuela   |
| 3. April 2013    |     |                                                                          |
| FC Caracas       | 0:4 | CD Huachipato \| Estadio Olímpico de la Universidad Central de Venezuela |
| 10. April 2013   |     |                                                                          |
| Grêmio FBPA      | 0:0 | Fluminense FC \| Arena do Grêmio                                         |
| 18. April 2013   |     |                                                                          |
| CD Huachipato    | 1:1 | Grêmio FBPA \| Estadio CAP                                               |
| Fluminense FC    | 1:0 | FC Caracas \| Estádio Olímpico João Havelange                            |

## Achtelfinale
Für das Achtelfinale qualifizierten sich jeweils der Erste und Zweite jeder Gruppe.
Die Spiele wurden nicht ausgelost, sondern über eine Setzliste bestimmt. An die acht Gruppensieger wurden entsprechend ihrer Rangfolge die Startnummern 1 bis 8 vergeben, der beste Gruppensieger erhielt also die 1, der zweitbeste Gruppensieger die 2 usw. Die acht Gruppenzweiten erhielten die Startnummern 9 bis 16. Im Achtelfinale spielten dann 1 – 16, 2 – 15, 3 – 14 …, also der beste Gruppenerste gegen den schlechtesten Gruppenzweiten usw.
| 1                                        | Atlético Mineiro       | 15 | +7 |
| 2                                        | Independiente Santa Fe | 14 | +5 |
| 3                                        | Club Olimpia           | 13 | +9 |
| 4                                        | SC Corinthians         | 13 | +8 |
| 5                                        | CA Vélez Sársfield     | 13 | +7 |
| 6                                        | Fluminense FC          | 11 | ±0 |
| 7                                        | Nacional Montevideo    | 10 | +4 |
| 8                                        | SE Palmeiras           | 09 | ±0 |
| 9                                        | Club Tijuana           | 13 | +4 |
| 10                                       | Real Garcilaso         | 10 | +1 |
| 11                                       | CS Emelec              | 10 | +1 |
| 12                                       | Newell’s Old Boys      | 09 | +1 |
| 13                                       | Boca Juniors           | 09 | ±0 |
| 14                                       | CA Tigre               | 09 | −2 |
| 15                                       | Grêmio FBPA            | 08 | +4 |
| 16                                       | FC São Paulo           | 07 | ±0 |
| Farblegende: Gruppensieger Gruppenzweite |                        |    |    |

Die Hinspiele fanden zwischen dem 24. April und 2. Mai, die Rückspiele zwischen dem 8. und 16. Mai 2013 statt.
|                   | Gesamt          |                        | Hinspiel | Rückspiel |
| ----------------- | --------------- | ---------------------- | -------- | --------- |
| FC São Paulo      | 2:6             | Atlético Mineiro       | 1:2      | 1:4       |
| Grêmio FBPA       | (a)2:2(a)       | Independiente Santa Fe | 2:1      | 0:1       |
| CA Tigre          | 2:3             | Club Olimpia           | 2:1      | 0:2       |
| Boca Juniors      | 2:1             | SC Corinthians         | 1:0      | 1:1       |
| Newell’s Old Boys | (a)2:2(a)       | CA Vélez Sársfield     | 0:1      | 2:1       |
| CS Emelec         | 2:3             | Fluminense FC          | 2:1      | 0:2       |
| Real Garcilaso    | 1:1 (4:1 i. E.) | Nacional Montevideo    | 1:0      | 0:1 n. V. |
| Club Tijuana      | 2:1             | SE Palmeiras           | 0:0      | 2:1       |

## Viertelfinale
Die Hinspiele fanden am 22.,23., die Rückspiele am 28., 29. und 30. Mai 2013 statt.
|                | Gesamt           |                        | Hinspiel | Rückspiel |
| -------------- | ---------------- | ---------------------- | -------- | --------- |
| Club Tijuana   | (a)3:3(a)        | Atlético Mineiro       | 2:2      | 1:1       |
| Real Garcilaso | 1:5              | Independiente Santa Fe | 1:3      | 0:2       |
| Fluminense FC  | 1:2              | Club Olimpia           | 0:0      | 1:2       |
| Boca Juniors   | 0:0 (9:10 i. E.) | Newell’s Old Boys      | 0:0      | 0:0       |

## Halbfinale
Die Hinspiele fanden am 3. und 4., die Rückspiele am 10. und 11. Juli 2013 statt.
|                   | Gesamt          |                        | Hinspiel | Rückspiel |
| ----------------- | --------------- | ---------------------- | -------- | --------- |
| Newell’s Old Boys | 2:2 (2:3 i. E.) | Atlético Mineiro       | 2:0      | 0:2       |
| Club Olimpia      | 2:1             | Independiente Santa Fe | 2:0      | 0:1       |

## Finale

### Hinspiel
| Club Olimpia                                             | Club Olimpia | Atlético Mineiro | Atlético Mineiro | Aufstellung                                     |
| -------------------------------------------------------- | --- | --- | ---------------- | ----------------------------------------------- |
| Club Olimpia                                             | \| 18. Juli 2013 in Asunción (Estadio Defensores del Chaco) \| \| Ergebnis: 2:0 (1:0) \| \| Schiedsrichter: Néstor Pitana ( Argentinien) \| | \| 18. Juli 2013 in Asunción (Estadio Defensores del Chaco) \| \| Ergebnis: 2:0 (1:0) \| \| Schiedsrichter: Néstor Pitana ( Argentinien) \|                                        | Atlético Mineiro | Aufstellung Club Olimpia gegen Atlético Mineiro |
| Club Olimpia                                             | Martín Silva – Salustiano Candia , Julio César Manzur, Herminio Miranda – Nelson Benítez, Wilson Pittoni, Alejandro Silva González, Eduardo Aranda, Matías Giménez (46. Juan Carlos Ferreyra) – Freddy Bareiro (90. Enzo Prono), Juan Manuel Salgueiro (89. Carlos Humberto Paredes) Cheftrainer: Ever Hugo Almeida | Victor – Marcos Rocha, Réver , Leonardo Silva, Richarlyson – Pierre, Josué, Ronaldinho (65. Guilherme) – Diego Tardelli, Luan (64. Rosinei), Jô (80. Alecsandro) Cheftrainer: Cuca | Atlético Mineiro | Aufstellung Club Olimpia gegen Atlético Mineiro |
| Club Olimpia                                             | 1:0 Alejandro Silva González (23.) 2:0 Wilson Pittoni (90.+4') | | Atlético Mineiro | Aufstellung Club Olimpia gegen Atlético Mineiro |
| Club Olimpia                                             | Gimenez (10.), Miranda (19.), Silva (24.), Pittoni (90.+6') | Josue (43.), Richarlyson (45.+1'), Rocha (81.) | Atlético Mineiro | Aufstellung Club Olimpia gegen Atlético Mineiro |
| Club Olimpia                                             | Richarlyson (90.) | | Atlético Mineiro | Aufstellung Club Olimpia gegen Atlético Mineiro |
| 18. Juli 2013 in Asunción (Estadio Defensores del Chaco) | | |                  |                                                 |
| Ergebnis: 2:0 (1:0)                                      | | |                  |                                                 |
| Schiedsrichter: Néstor Pitana ( Argentinien)             | | |                  |                                                 |

### Rückspiel
| Atlético Mineiro                                                     | Atlético Mineiro | Club Olimpia | Club Olimpia | Aufstellung                                     |
| -------------------------------------------------------------------- | --- | --- | ------------ | ----------------------------------------------- |
| Atlético Mineiro                                                     | \| 25. Juli 2013 in Belo Horizonte (Estádio Governador Magalhães Pinto) \| \| Ergebnis: 2:0 n. V. (2:0, 0:0), 4:3 i. E. \| \| Schiedsrichter: Wilmar Roldán ( Kolumbien) \|      | \| 25. Juli 2013 in Belo Horizonte (Estádio Governador Magalhães Pinto) \| \| Ergebnis: 2:0 n. V. (2:0, 0:0), 4:3 i. E. \| \| Schiedsrichter: Wilmar Roldán ( Kolumbien) \| | Club Olimpia | Aufstellung Atlético Mineiro gegen Club Olimpia |
| Atlético Mineiro                                                     | Victor – Michel (72. Alecsandro), Leonardo Silva, Réver , Júnior César – Josué, Pierre (46. Rosinei), Ronaldinho – Bernard, Diego Tardelli (80. Guilherme), Jô Cheftrainer: Cuca | Martín Silva – Ricardo Mazacotte, Herminio Miranda, Julio César Manzur, Salustiano Candia , Nelson Benítez – Wilson Pittoni, Eduardo Aranda, Alejandro Silva González (71. Matías Giménez) – Juan Manuel Salgueiro (83. Jorge Báez), Freddy Bareiro (46. Juan Carlos Ferreyra) Cheftrainer: Ever Hugo Almeida | Club Olimpia | Aufstellung Atlético Mineiro gegen Club Olimpia |
| Atlético Mineiro                                                     | 1:0 Jô (43.) 2:0 Leonardo Silva (87.) | | Club Olimpia | Aufstellung Atlético Mineiro gegen Club Olimpia |
| Atlético Mineiro                                                     | Elfmeterschießen | | Club Olimpia | Aufstellung Atlético Mineiro gegen Club Olimpia |
| Atlético Mineiro                                                     | 1:0 Alecsandro 2:1 Guilherme 3:2 Jô 4:3 Leonardo Silva | Herminio Miranda 1:1 Juan Carlos Ferreyra 2:2 Salustiano Candia 3:3 Eduardo Aranda Matías Giménez | Club Olimpia | Aufstellung Atlético Mineiro gegen Club Olimpia |
| Atlético Mineiro                                                     | Bernard (22.), Luan (109.) | Benítez (22.), Manzur (58.), Salgueiro (72.), Silva (84.), Ferreyra (89.), Giménez (105.) | Club Olimpia | Aufstellung Atlético Mineiro gegen Club Olimpia |
| Atlético Mineiro                                                     | Manzur (85.) | | Club Olimpia | Aufstellung Atlético Mineiro gegen Club Olimpia |
| 25. Juli 2013 in Belo Horizonte (Estádio Governador Magalhães Pinto) | | |              |                                                 |
| Ergebnis: 2:0 n. V. (2:0, 0:0), 4:3 i. E.                            | | |              |                                                 |
| Schiedsrichter: Wilmar Roldán ( Kolumbien)                           | | |              |                                                 |

## Beste Torschützen
| Rang | Spieler               | Klub              | Tore |
| ---- | --------------------- | ----------------- | ---- |
| 1    | Jô                    | Atlético Mineiro  | 7    |
| 2    | Ignacio Scocco        | Newell’s Old Boys | 6    |
|      | Diego Tardelli        | Atlético Mineiro  | 6    |
| 4    | Fredy Bareiro         | Club Olimpia      | 5    |
|      | Luís Fabiano          | FC São Paulo      | 5    |
|      | Braian Rodríguez      | CD Huachipato     | 5    |
|      | Juan Manuel Salgueiro | Club Olimpia      | 5    |